# Dolní Lutyně
Dolní Lutyně là một làng thuộc huyện Karviná, vùng Moravskoslezský, Cộng hòa Séc.